# Mart Org
Mart Org, född 2 april 1935 i Pärnu, Estland, är en svensk målare och tecknare.
Han kom som flykting till Sverige den 28 september 1944 tillsammans med sina föräldrar Märt och Leida Org och systern Mai. Efter vistelse i karantän i Stockholm och flyktingläger i Loka brunn hamnade familjen Org så småningom i Fingerboda, Vargmon utanför Nora i Västmanland, där man anlade en jordgubbsodling, I Sverige gick Mart Org först i skola i Karlskoga och senare efter flytten till Vargmon i realskola i Nora. Redan under karantänstiden har han tecknat och målat, och i skolan visade han tydligt sin teckningsbegåvning. Han fick hjälp till högre studier den legendariske rektorn på realskolan i Nora, Erik W. Börjesson, som grundlagt en tradition att tidigare elever som etablerat sig i samhället och med god inkomst hjälpte unga obemedlade elever att studera vidare.
Org studerade på Konstfackskolan 1953-1954, teckningslärarlinjen. 1955-1957 var han elev på Signe Barths målarskola i Stockholm  och 1957-1962 var han elev på Konstakademien (Kungliga Akademien för de fria konsterna) i Stockholm. Han medverkade i Nationalmuseums utställning Unga tecknare 1955 och i ett flertal av Örebro läns konstförenings höstutställningar. Han tilldelades stipendium från H Ax:son Johnsons stiftelse 1960.   
Med hjälp av stipendier reste Mart Org till Italien, Grekland, Spanien, Holland, England, Österrike och USA. Under många år var han bosatt i den italienska byn Apricale, Ligurien, där han också har gjort muralmålningar.  
Mart Orgs konst består av stilleben, figurmotiv och landskapsmotiv utförda i olja, akvarell eller i form av teckningar. 
Org är representerad i Sverige:H.M Konungens samlingar (Sverige), Nationalmuseum (Stockholm), Örebro Stad, Västerås Museum, Visby Museum, Statens Konstråd, Moderna museet. U.S.A.: The Seagram Collection New York. Estland: Eesti Kunstimuuseum, Kumu Kunstimuuseum och Pärnu Muuseum.
Separatutställningar:
De unga 1966                                                                                                                                                                                   Gummesons Konstgalleri 1968                                                                                                                                                                Doktor Glas 1971                                                                                                                                                                                      Färg och Form 1973                                                                                                                                                                        Mälargalleriet 1975                                                                                                                                                                              Estniska Huset 1981                                                                                                                                                                              Cupido Bildkonst 1984                                                                                                                                                                            Galleri Överkikaren 1988                                                                                                                                                                            Eesti Kunstimuuseum, Estland, 1994                                                                                                                                                     Avangard Galerii, Estland, 2016                                                                                                                                                                 Estniska Ambassaden, Stockholm, 2019-2020                                                                                                                                       Nora Konsthall 2020                                                                                                                                                                                Pärnu Museum, Estland, 2024-25